# Chotěšov (okres Litoměřice)
Chotěšov (německy Chotieschau) je obec v okrese Litoměřice v Ústeckém kraji. Žije v ní 508 obyvatel. Obcí vede silnice druhé třídy číslo 247 a železniční trať Lovosice–Postoloprty se zastávkou Chotěšov pod Hazmburkem.

## Historie
První písemná zmínka o vesnici z roku 1057 se nachází v zakládací listině kapituly svatého Štěpána v Litoměřicích.
Název pochází z archaického tvaru „*chotěš“ (= chceš), druhé osoby přítomného času slovesa „chtít“ se zachovalým kmenovým „o“, jako jej nalezneme např. ve slově „ochota“.

## Obyvatelstvo
| Rok            | 1869 | 1880 | 1890 | 1900 | 1910 | 1921 | 1930 | 1950 | 1961 | 1970 | 1980 | 1991 | 2001 | 2011 | 2021 |
| -------------- | ---- | ---- | ---- | ---- | ---- | ---- | ---- | ---- | ---- | ---- | ---- | ---- | ---- | ---- | ---- |
| Počet obyvatel | 571  | 676  | 679  | 649  | 640  | 691  | 650  | 473  | 467  | 437  | 419  | 374  | 453  | 453  | 537  |
| Počet domů     | 76   | 88   | 101  | 105  | 117  | 100  | 130  | 143  | 129  | 126  | 121  | 140  | 145  | 162  | 185  |

## Pamětihodnosti
- Kostel Nanebevzetí Panny Marie[6] postaven v letech 1730–1737. Oproti tradiční orientaci je postaven severojižním směrem
- Fara čp. 37[7] postavená v roce 1857 nákladem obcí Chotěšov, Černiv a libochovického panství.
- Studna[8]

## Další zajímavosti
- V letech 2003 až 2007 vydával obecní úřad Zpravodaj o současnosti a historii obce Chotěšov.[9]